# Lepidothrix
Lepidothrix és un gènere d'ocells de la família dels píprids (Pipridae). Agrupa espècies natives de l'Amèrica tropical (Neotròpic), on es distribueixen des de Costa Rica, per Amèrica Central i del Sud, a l'est fins a les Guaianes; al sud fins al sud del Perú, nord de Bolívia i sud de l'Amazònia brasilera.

## Descripció
Els ocells d'aquest gènere són petits, mesuren entre 7,5 i 9 cm de longitud, de cua curta; els mascles són ben coneguts pel plomatge colorit, sovint principalment negre contrastant amb blanc o color brillant i per les exhibicions estereotipades realitzades en leks. Les femelles són de colors notablement apagats i tímides, i difícils de ser diferenciades a no ser per la zona de distribució. Habiten a l'interior de selves humides, principalment de baixa altitud.

## Taxonomia
El gènere Lepidothrix va ser introduït pel naturalista francès Charles Lucien Bonaparte el 1854. L'espècie tipus va ser designada posteriorment com el manaquí de coroneta blava. El nom del gènere combina les paraules del grec antic «λεπις (lepis)», «λεπιδος (lepidos)» que significa “escala”, “escama” i «θριξ (thrix)», «τριχος (trikhos)», “cabell”.
L'espècie L. velutina, juntament amb la subespècie L. minúscula, va ser tradicionalment tractades com un grup de subespècies de L. coronata. Diversos autors ja suggerien que es podia tractar de dues espècies diferents, fins que recentment les robustes evidències bioacústiques i genètiques presentades per Moncrieff et al. (2022) demostraren profundes divergències entre les poblacions cis-andines i trans-andines, la qual cosa va portar a la separació, que va ser reconeguda en la Proposta Nº 943 al Comitè de Classificació de Sud-americà (SACC).
El 1992, Prum va conduir un estudi taxonòmic d'11 gèneres de píprids (incloent-hi les llavors 16 espècies del gènere Pipra), amb base en les característiques morfològiques de la musculatura de la siringe. L'organització resultant d'aquest estudi va contradir el monofiletisme del gènere Pipra, ja que els membres es repartien en tres rams no emparentats entre si. L'autor va suggerir els següents canvis: l'espècie Pipra pipra va ser designada com a Dixiphia pipra, mentre vuit espècies del grup P. serena van ser desplaçades al gènere Lepidothrix i les vuit espècies restants a Pipra dividides en dos subgèneres, l'anomenat clade Erythrocephala, denominat Ceratopipra amb cinc espècies, i les tres restants al subgènere Pipra, referit com a clade Aureola. Diversos estudis posteriors amb enfocaments diferents no van oferir nous suggeriments de canvis taxonòmics.
El 2007, Rêgo et al. van usar dades seqüencials d'ADN mitocondrial (mtDNA) per corroborar la tesi aixecada per Prum. Els estudis de filogènia molecular de Tello et al. (2009) i McKay et al. (2010), verificaren l'existència de dos clades ben diferenciats dins de la família Pipridae: un anomenat de subfamília Neopelminae, agrupant els manaquís més semblants als tirànids dels gèneres Neopelma i Tyranneutes; i els altres gèneres anomenats de «manaquís pròpiament dits», incloent-hi el present Lepidothrix, en un clade monofilètic Piprinae (Rafinesque, 1815). Això va ser plenament confirmat pels amplis estudis de filogènia molecular dels passeriformes suboscines realitzats per Ohlson et al. (2013). El Comitè de Classificació de Sud americà (SACC) adopta aquesta darrera divisió i seqüència lineal dels gèneres, a partir de l'aprovació de la Proposta N° 591.
La classificació Clements Checklist v.2017, l'IOC, i el Comitè Brasiler de Registres Ornitològics (CBRO) adopten integralment aquesta seqüència i divisió (el CBRO divideix en tres subfamílies, seguint Tello et al. (2009).

### Lepidothrix vs. Neolepidothrix
A causa de l'existència d'un gènere d'insectes també anomenat Lepidothrix (Menge, 1854), es va proposar un nou nom Neolepidothrix per substituir el present com a gènere d'ocells. No obstant això, Zuccon (2011) va demostrar que el gènere d'insectes havia estat originalment proposat com Leedodo ambdós gèneres són homònims i respectivament vàlids.
Segons la Classificació del Congrés Ornitològic Internacional (versió 15.1, 2025) aquest gènere està format per 9 espècies:
- Lepidothrix velutina (Lepidothrix coronata velutina pel Manual dels Ocells del Món[18] i Birdlife International[19]).
- Lepidothrix coronata - manaquí de coroneta blava.
- Lepidothrix nattereri - manaquí de coroneta blanca.
- Lepidothrix vilasboasi - manaquí de capell daurat.
- Lepidothrix iris - manaquí de cap opalí.
- Lepidothrix suavissima - manaquí de ventre taronja.
- Lepidothrix serena - manaquí frontblanc.
- Lepidothrix isidorei - manaquí de carpó blau.
- Lepidothrix coeruleocapilla - manaquí de coroneta cerúlia.